# KK Radnički Goražde
Košarkaški klub Radnički Goražde bosanskohercegovački je košarkaški klub iz Goražda. Osnovan je 2010. Godine 2024. ostvario plasman u najviši rang – Košarkaško prvenstvo Bosne i Hercegovine.

## Vanjske poveznice
- KK Radnički
- KARTON ZA REGISTRACIJU KLUBA SEZONA 2024/2025